# Bitola

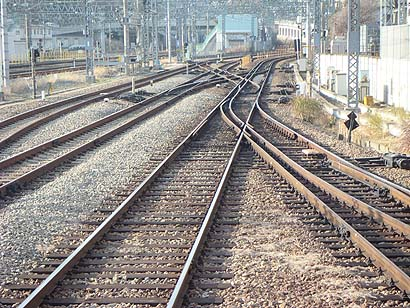
Trilhos de várias bitolas em Kanagawa, Japão.

Bitola é a largura determinada pela distância medida entre as faces interiores das cabeças de dois trilhos(pt-BR) ou carris(pt-PT?) em uma via férrea.

## Classificação

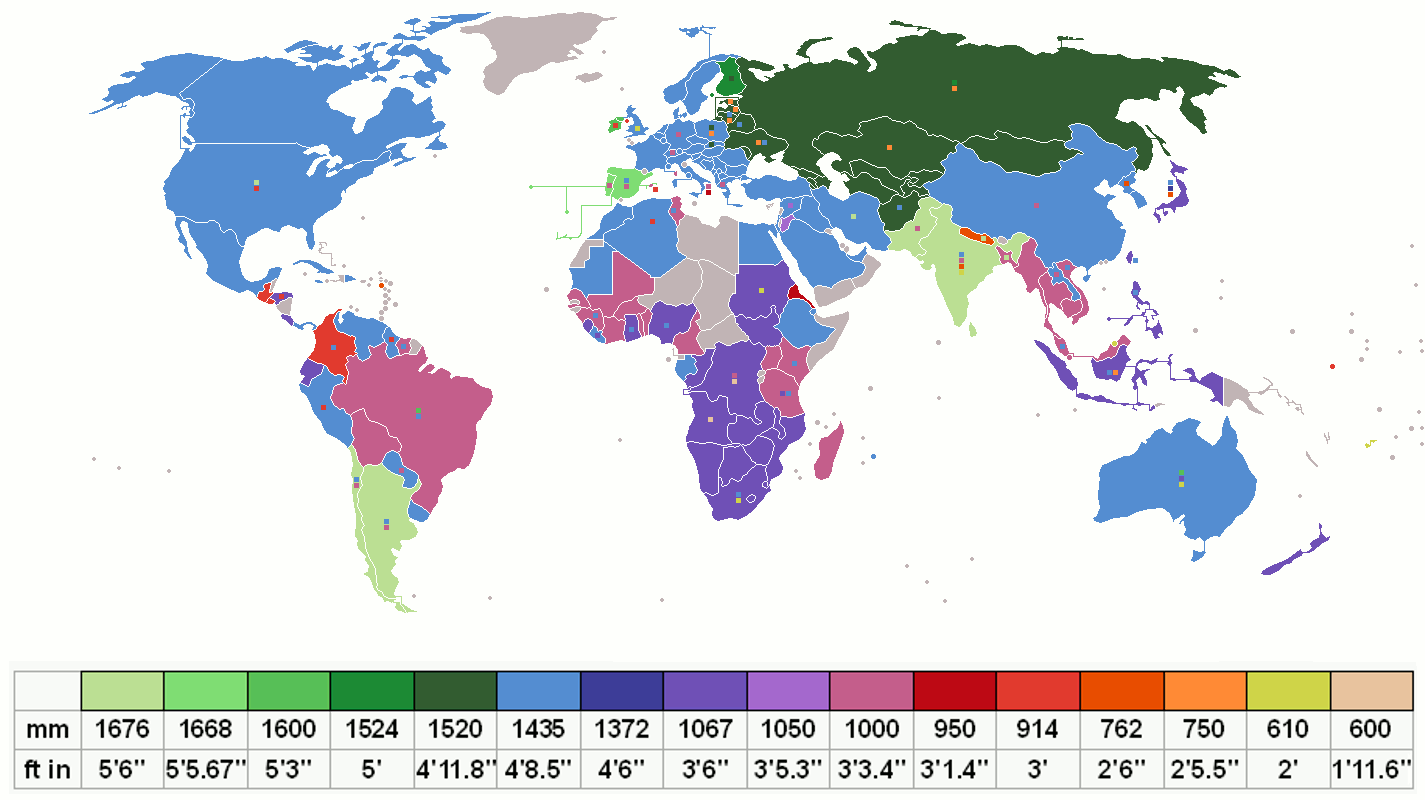
Bitolas predominantes nos diversos países

As ferrovias em todo o mundo adotam várias medidas de bitola, sendo a mais frequentemente usada a de 1435 mm (4 pés e 8½ polegadas), por isso denominada muitas vezes de bitola padrão, bitola standard, ou bitola internacional, ou ainda bitola Stephenson, em homenagem a George Stephenson. Em utilização técnica e normativa esta bitola é designada pelo seu valor nominal 1435 mm, atendendo a que cada bitola constitui em si mesma um "padrão". A popularidade dessa bitola deve-se inicialmente à sua maior utilização nas primeiras ferrovias construídas no Reino Unido e, posteriormente, ao seu uso nos EUA em função da adoção de material rodante britânico, comprado pelas primeiras ferrovias americanas.
As bitolas com medida maior do que a bitola de 1435 mm são consideradas bitola larga, enquanto as de medida menor são chamadas de bitola estreita.

### Denominações
As denominações de bitolas mais geralmente utilizadas são:
- Bitolas estreitas - menos de 1 435 mm
  - inclui: Bitola métrica - com 1 000 mm
- Bitola padrão ou internacional - com  1 435 mm
- Bitolas largas - mais de 1 435 mm
  - inclui: Bitola irlandesa - com 1 600 mm
  - inclui: Bitola ibérica - com 1 668 mm

Chama-se de bitola mista a via com mais que uma bitola por linha (pelo menos três carris/trilhos).

## Utilização

### Brasil
No Brasil, a bitola mais comum é a bitola métrica ("possuem um metro de distância entre as partes internas das superfícies dos trilhos"), presente em 23.489 km de trilhos, em todas as regiões do país.
Também é muito comum no Brasil (com aproximadamente 4.050 km), o uso da bitola irlandesa (1,6 metro), que foi adotada como padrão brasileiro para novas ferrovias de carga, devido sua maior capacidade de transporte.
A bitola irlandesa (1,6 metro) também é utilizada nas principais linhas metropolitanas de transporte de passageiros do Brasil, como a Companhia Paulista de Trens Metropolitanos (CPTM), a SuperVia e o Metrô de Belo Horizonte.
Em diversos trechos ferroviários no Brasil há a existência de três ou mais trilhos correndo em paralelo em uma única linha, a chamada bitola mista, a fim de permitir que trens de diferentes bitolas possam operar no trecho. Na maioria das vezes opera com bitola métrica e bitola irlandesa.
No Rio de Janeiro, os bondes usavam uma bitola de 1.100 mm (incluindo o Bonde de Santa Teresa, que opera até hoje). Bitolas de 600 mm foram usadas também em ramais menos movimentados de muitas estradas de ferro.
O Metrô de São Paulo, cujas três primeiras linhas foram construídas em bitola irlandesa, seguindo a tradição ferroviária do país, decidiu em sua Linha 4 abandonar essa medida em favor da bitola internacional. O motivo alegado foi a possibilidade oferecida por esse padrão de redução de custos construtivos, com túneis mais estreitos e as vantagens operacionais devido a predominância de equipamentos disponíveis no mercado internacional para esse tipo de bitola.
O primeiro trecho de operação com bitola 1,435 m para passageiros foi inaugurado no dia 20 de outubro de 2002, data-marco do início da operação da Linha 5-Lilás do Metrô de São Paulo. A construção do trecho inicial dessa linha, ligando Capão Redondo ao Largo Treze, foi realizada pela Companhia Paulista de Trens Metropolitanos (CPTM), com recursos do Governo do Estado de São Paulo e do Banco Interamericano de Desenvolvimento - BID. A escolha da bitola seguiu as mesmas diretrizes que o Metrô estava estudando para adotar na Linha 4.

### Portugal
Em Portugal, como na Espanha, usa-se uma bitola comum de 1668 mm, denominada de bitola ibérica. Recentemente, passaram-se a usar dispositivos de mudança de bitola nos comboios que vão para a França (onde se usa a bitola internacional), e no interior de Espanha na passagem das linhas de alta-velocidade, de bitola de 1435 mm para as linhas convencionais de 1668 mm.
A intenção de no futuro reconverter a rede ferroviária para bitola de 1435 mm levou a que, à semelhança de Espanha, sejam desde 2008 colocadas travessas para a bitola de 1668 mm, que no futuro permitem, movendo os carris, colocar a bitola de 1435 mm. Estas travessas denominam-se travessas polivalentes.
No troço da Linha de Évora entre Évora e Casa Branca foram colocadas travessas que permitem a colocação de três carris, permitindo operar comboios das duas bitolas. No entanto, esta experiência foi descontinuada.
Algumas linhas no norte de Portugal têm quatro carris, via algaliada para poderem operar com comboios de bitola ibérica e bitola métrica.